# Yvré-l'Évêque
Yvré-l'Évêque är en kommun i departementet Sarthe i regionen Pays de la Loire i nordvästra Frankrike. Kommunen ligger i kantonen Le Mans-Est-Campagne som tillhör arrondissementet Le Mans. År 2022 hade Yvré-l'Évêque 4 187 invånare.

## Befolkningsutveckling
Antalet invånare i kommunen Yvré-l'Évêque
| Referens: INSEE |